# Escuela Politécnica Nacional

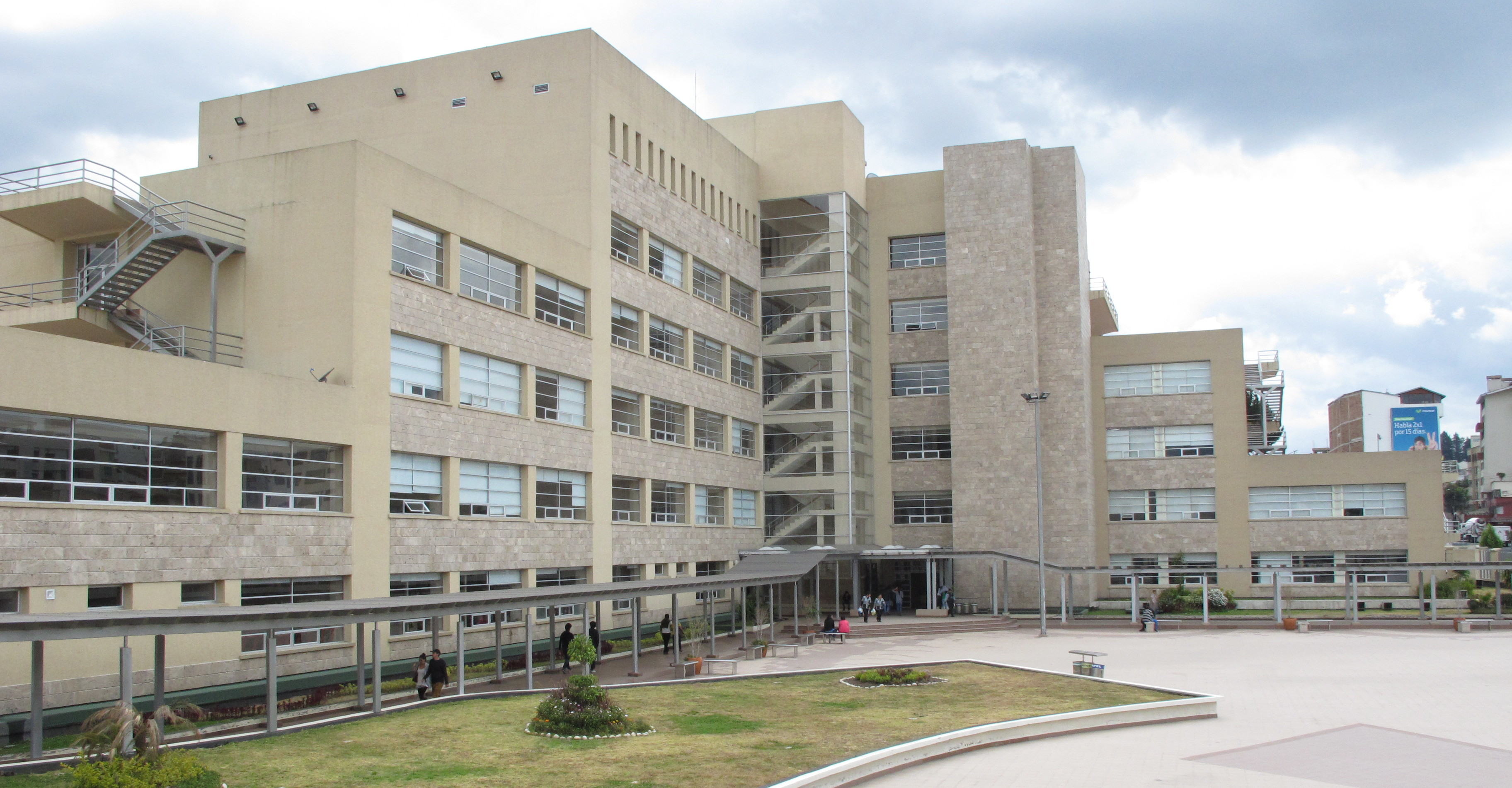
Escuela Politécnica Nacional in Quito (2013)

Die Escuela Politécnica Nacional, kurz EPN, ist eine staatliche Universität in Quito in Ecuador.

## Überblick
1869 erfolgte die Gründung des Instituto Superior Politecnico durch das Parlament; Staatspräsident Gabriel García Moreno beauftragte den Jesuitenorden mit der Verwaltung der Hochschule. Das Observatorio Astronómico de Quito ist Teil der Hochschule. Erste Lehrkräfte und Direktoren an der Hochschule waren der deutschstämmige Astronom Juan Bautista Menten SJ, der deutsche Jesuit und Biologe, Physiker und Chemiker Ludwig Dressel SJ, der deutsche Jesuit und Mathematiker sowie Geograph Joseph Kolberg SJ, der italienische Jesuit und Botaniker Luis Sodiro SJ und der deutsche Geologe, Geograph und Botaniker Theodor Wolf. Später kamen die Jesuiten und Mathematiker Emil Müllendorf SJ und Armando Wenzel SJ, der Jesuit, Altorientalist und Astronomiehistoriker Josef Epping SJ und Albert Claessen sowie die Chemiker Ludwig Heiss, der Botaniker Christian Bötzkes, der Zoologe Joseph Honshteter SJ und der preußische Armeekaplan Eduard Brugier. Nach der Ermordung von Präsident Garcia Moreno am 6. August 1875 mussten die Jesuiten Ecuador verlassen und die Hochschule wurde geschlossen. Erst 1936 wiedereröffnete Staatspräsident José María Velasco Ibarra die Hochschule. Seit 1946 trägt die Hochschule die Firmierung Escuela Politécnica Nacional. 
Sie bietet Studienabschlüsse auf allen Ebenen an, bis hin zum Doktorat in den Fakultäten:
- Verwaltungswissenschaften
- Chemieingenieurwesen und Agroindustrie
- Bau- und Umweltingenieurwesen
- Informatik Ingenieurwesen
- Elektrotechnik und Elektronik
- Geologie und Petrowissenschaften
- Maschinenbau
- Naturwissenschaften, Mathematik, Physik

sowie
- Technical Training School (ESFOT) mit Ausbildungsprogrammen Netzwerktechnik, Telekommunikation, Informatik, Datentechnik